# Преплетени съдби
„Преплетени съдби“ (на турски: Yürek Çıkmazı) е турски криминален драматичен сериал. Базиран е на романа на Атике Хинчлиер „Разбито сърце“. Излъчва се в Турция от 1 ноември 2022 г. до 13 юни 2023 г.

## Сюжет
Сериалът проследява трагичната съдба на Дженет Текин и нейните деца. Като дете Дженет мечтае да стане учителка, но баща ѝ забранява да учи и я праща до работи на полето. Когато навършва 16 години тя заминава в Истанбул при леля си, за да работи в тъкачница. По-късно се влюбва и се омъжва за Йълмаз – мъж, който страда от алкохолизъм, маниакална ревност и разстройство на личността. Оттогава Дженет започва да живее в кошмар. 
Един ден Дженет е намерена мъртва в дома си. Смъртта ѝ шокира всички, но след намирането на едно писмо, животът на семейство Текин никога вече няма да бъде същият... 
Докато лежи в болницата Дженет се свързва с младата адвокатка Зейнеп, на която предава писмо и ѝ заръчва да го отвори след смъртта ѝ. Дженет умира, а Зейнеп отваря писмото. Оказва се,че Дженет обвинява своя съпруг Йълмаз за смъртта си. Въпреки доказателствата, които Зейнеп се опитва да събере срещу Йълмаз, тя не успява докаже, че той е убил съпругата си. Но една тайнствена жена се появява в живота на Йълмаз, която ще разкрие всичките му мръсни тайни на яве... 

## Актьорски състав
- Айча Бингьол – Дженет Текин, съпруга на Йълмаз, майка на Бирсен, Халил и Фериде, баба на Серай и Юсуф; чистачка (епизоди 1 – 28)
- Месут Акуста – Йълмаз Текин, съпруг на Дженет, баща на Бирсен, Халил и Фериде, дядо на Серай и Юсуф; сладкар (1 – 28)
- Алп Навруз – Халил Текин, син на Дженет и Йълмаз, брат на Фериде и Бирсен, вуйчо на Серай и Юсуф, приятел на Зейнеп; охранител (1 – 28)
- Ирем Хелваджъоглу – Зейнеп Йондер, приятелка на Халил; дъщеря на Али Фуат ; адвокатка (1 – 28)
- Бихтер Динчел – Бирсен Текин/Караташ, дъщеря на Дженет и Йълмаз, сестра на Халил и Фериде, майка на Серай и Юсуф; секретарка/безработна (1 – 28)
- Дилара Аксюек – Фериде Текин/Бююкдере, дъщеря на Дженет и Йълмаз, сестра на Халил и Фериде, леля на Серай и Юсуф, съпруга на Къванч; безработна (1 – 28)
- Ейлюл Ерсьоз – Серай Караташ, дъщеря на Бирсен, внучка на Дженет и Йълмаз, племенница на Фериде и Халил, сестра на Юсуф; ученичка (1 – 28)
- Алп Акар – Юсуф Караташ, син на Бирсен, внук на Дженет и Йълмаз, племенник на Халил и Фериде, брат на Серай; ученик (1 – 28)
- Джемал Токташ – Къванч Бююкдере, съпруг на Фериде; адвокат (1 – 28)
- Ерхан Алпай – Джанер Къръм, приятел на Зейнеп, колега на Къванч; адвокат (1 – 28)
- Селен Йозтюрк – Кадер Туралъ/Текин, втора съпруга на Йълмаз, приятелка на Дженет; медицинска сестра (14 – 28)
- Ертугрул Постоглу – Джем Йондер, баща на Зейнеп; бивш следовател (1 – 28)
- Айдан Шенер – Армаан Йондер, майка на Зейнеп; бивша учителка (1 – 28)
- Хасан Шахинтюрк – Тургут, зет на Йълмаз; пенсионер (1 – 28)
- Ирем Юксел – Ейлюл, приятелка на Зейнеп; секретарка (1 – 21)
- Илайда Илдир – Фунда, колежка на Халил; сервитьорка (1 – 14)
- Розет Хубеш – Перихан, сестра на Йълмаз; безработна (1 – 13)
- Гюлер Йоктен – Макбуле Караташ, свекърва на Бирсен, баба на Серай и Юсуф; пенсионерка (1 – 12)
- Мехмет Аслантуг – Али Фуат Гьорели, биологичен баща на Зейнеп (7 – 17)
- Мустафа Енис Билир – малкият Халил
- Асел Текин – малката Фериде
- Илким Саалам – малката Бирсен

## В България
В България сериалът започва излъчване на 1 януари 2024 г. по Diema Family и завършва на 3 май. На 9 септември започва повторно излъчване и завършва на 10 януари 2025 г. На 3 юни 2025 г. започва отново. Ролите се озвучават от Христина Ибришимова, Нина Гавазова, Ася Братанова, Христо Узунов, Александър Воронов и Силви Стоицов.